# Zuzana Smatanová
Zuzana Smatanová (Súľov-Hradná, 14 giugno 1984) è una cantante slovacca.

## Biografia
Nel 1998 ha iniziato a studiare presso l'Istituto Pedagogico e Sociale di Turčianske Teplice. Da ragazza ha imparato a suonare il pianoforte, la chitarra, il flauto e l'armonica.
Nel 2003 ha vinto la terza edizione del talent show Coca-Cola Popstar a Bratislava, che ha lanciato la sua carriera. Nello stesso anno è uscito il suo album di debutto Entirely Good bilingue inglese e slovacco su etichetta discografica Epic Records. Il successo del disco le ha fruttato un premio Aurel come Migliore artista emergente. Due anni dopo è stato pubblicato il secondo album, Svet mi stúpil na nohu, seguito nel 2007 dal terzo disco, Tabletky odvahy.
Nell'estate del 2009 Daj ruku do mojej ruky, il singolo di lancio per il quarto album Gemini, è diventato il suo primo a raggiungere la vetta della classifica slovacca, esistente dal 2006. Anche Dvere, il primo singolo estratto dal quinto album omonimo, ha conquistato il primo posto in classifica due anni dopo. Il sesto album dall'impronta folk, Echo, è stato pubblicato nel 2018.
Per sei anni consecutivi, dal 2005 al 2010, Zuzana Smatanová ha vinto il premio Zlatý slávik, il principale riconoscimento per gli artisti musicali slovacchi, come Cantante dell'anno.
Inoltre ha collaborato con i Desmod per i brani musicali Pár dní (dall'album Skupinová terapia) e Čiernobiela (dall'album Kyvadlo) e IMT Smile per i brani musicali Suzanna e Úsmev a čaj (dall'album Exotica).

## Discografia

### Album
- 2003 - Entirely Good
- 2005 - Svet mi stúpil na nohu
- 2007 - Tabletky odvahy
- 2009 - Gemini
- 2011 - Dvere
- 2018 - Echo

### Album dal vivo
- 2008 - Live

### Raccolte
- 2013 - Momenty 2003-2013

### Singoli
- 2003 - Tam, kde sa neumiera
- 2005 - Nech sa deje, čo sa má
- 2005 - Pocestný
- 2006 - Nekráčaj predo mnou
- 2006 - Včely
- 2007 - Nič nezostane stále
- 2007 - Zdá sa, že to stačí
- 2008 - Najhoršia vec
- 2008 - Čerešne
- 2009 - Daj ruku do mojej ruky
- 2009 - Stačí si priať
- 2010 - Lietajúci Cyprián
- 2011 - Dvere
- 2012 - Dnes sa mi nechce nič
- 2012 - Miluj ma alebo odíď
- 2013 - Ženy aj muži
- 2015 - V dobrom aj a zlom
- 2016 - Horou
- 2018 - Jediný a jediná